# Hadogenes zumpti
Hadogenes zumpti je štír dorůstající až 150 mm. Jeho jed není nebezpečný a štír není agresivní. Rozšíření je omezeno na severní Richtersveld. Omezené rozšíření činí tento druh velice ohroženým.